# Rimavská Seč
Rimavská Seč é um município da Eslováquia, situado no distrito de Rimavská Sobota, na região de Banská Bystrica. Tem 17,32 km² de área e sua população em 2018 foi estimada em 2.154 habitantes.

## Demografia
| Ano:        | 1994 | 2004   | 2014   | 2024   |
| ----------- | ---- | ------ | ------ | ------ |
| Broj ljudi: | 1700 | 1869   | 2039   | 2219   |
| Razlika:    |      | +9,94% | +9,09% | +8,82% |

| Ano:               | 2023 | 2024   |
| ------------------ | ---- | ------ |
| Número de pessoas: | 2221 | 2219   |
| Diferença:         |      | -0,09% |